# Cheilonereis peristomialis
Cheilonereis peristomialis är en ringmaskart som beskrevs av Benham 1916. Cheilonereis peristomialis ingår i släktet Cheilonereis och familjen Nereididae.
Artens utbredningsområde är havet kring Nya Zeeland. Inga underarter finns listade i Catalogue of Life.